# Связанные и свободные морфемы
В лингвистике связанная морфема - это морфема (элементарная единица морфосинтакса), которая может появляться только как часть более крупного выражения, в то время как свободная морфема (или несвязанная морфема) может существовать отдельно. Связанная морфема - это тип связанной формы, а свободная морфема - это тип свободной формы.

### Аналитические и синтетические языки
Язык с очень низким соотношением морфем и слов является изолирующим языком. Поскольку в таком языке используется мало связанных морфем, он выражает большинство грамматических связей с помощью порядка слов или вспомогательных слов, поэтому это аналитический язык. Напротив, язык, который использует значительное количество связанных морфем для выражения грамматических отношений, является синтетическим языком.